# Eredivisie ijshockey bekercompetitie 2013/14
De Eredivisie ijshockey bekercompetitie 2013/14 was de 44e editie van dit ijshockeybekertoernooi dat georganiseerd wordt door de Nederlandse IJshockey Bond.
Aan het hoofdtoernooi namen dit seizoen alle zeven teams uit de NIJB eredivisie (inclusief de Belgische club HYC Herentals) en drie teams uit de NIJB Eerste divisie deel. Het hoofdtoernooi ging van start op vrijdag 22 november en eindigde op woensdag 15 januari 2014 met de finale in het IJssportcentrum in Eindhoven. Er werd in het geheel volgens het knock-outsysteem gespeeld, waarbij het complete wedstrijdschema vooraf was geloot.
Destil Trappers Tilburg won het bekertoernooi voor de veertiende keer door UNIS Flyers Heerenveen (10-voudig bekerwinnaar) met 2-1 te verslaan.

## Kwalificatieronde
Hierin streden de acht Eerste divisieclubs van 5 oktober (zes dagen na de openingswedstrijd van het ijshockeyseizoen in Nederland om de Ron Bertelingschaal op 29 september) tot en met 17 november in een halve competitie (voorafgaand aan de reguliere competitie) om drie plaatsen in de eerste ronde van het hoofdtoernooi.
| # | Club                        | AW | W  | GW | GV | V  | Pnt | V-T   |
| - | --------------------------- | -- | -- | -- | -- | -- | --- | ----- |
| 1 | NIJA talententeam           | 07 | 05 | 01 | 0  | 01 | 012 | 48-19 |
| 2 | Dolphin Eindhoven Kemphanen | 07 | 05 | 0  | 01 | 01 | 011 | 39-23 |
| 3 | GIJS Bears Groningen        | 07 | 05 | 0  | 0  | 02 | 010 | 36-16 |
| 4 | HYS Hokij Den Haag          | 07 | 04 | 0  | 01 | 02 | 009 | 35-20 |
| 5 | Zoetermeer Panters          | 07 | 02 | 01 | 01 | 03 | 007 | 25-29 |
| 6 | Red Eagles Den Bosch        | 07 | 01 | 02 | 0  | 04 | 006 | 20-26 |
| 7 | Nijmegen Devils             | 07 | 02 | 0  | 01 | 04 | 005 | 18-36 |
| 8 | Sanidump Dordrecht Lions    | 07 | 0  | 0  | 0  | 07 | 007 | 10-62 |

| Club        | DBO    | DHA    | DOR  | EIN    | GRO | NIJM | ZOE | NIJA   |
| ----------- | ------ | ------ | ---- | ------ | --- | ---- | --- | ------ |
| Den Bosch   |        | 2-4    |      | 6-5 nv |     |      | 1-2 | 2-4    |
| Den Haag    |        |        | 9-2  | 8-3    | 2-3 | 6-0  |     |        |
| Dordrecht   | 1-4    |        |      |        | 2-6 |      | 2-7 |        |
| Eindhoven   |        |        | 11-0 |        |     | 3-2  | 6-3 | 8-2    |
| Groningen   | 8-2    |        |      | 2-3    |     |      | 6-0 | 2-5    |
| Nijmegen    | 2-3 nv |        | 4-3  |        | 2-9 |      |     |        |
| Zoetermeer  |        | 5-4 nv |      |        |     | 5-6  |     | 3-4 nv |
| Academie TT |        | 5-2    | 21-0 |        |     | 7-2  |     |        |

## Hoofdtoernooi

### Deelnemers
| Eredivisie                                                                | Eredivisie                                                | Eerste divisie                                                     |
| ------------------------------------------------------------------------- | --------------------------------------------------------- | ------------------------------------------------------------------ |
| Destil Trappers Tilburg Dordrecht Lions Eindhoven Kemphanen HYC Herentals | HYS The Hague Noptra Eaters Geleen UNIS Flyers Heerenveen | NIJA talententeam Dolphin Eindhoven Kemphanen GIJS Bears Groningen |

### Eerste ronde
De eerste ronde werd middels een "best-of-two" gespeeld door de top drie van de kwalificatieronde en Dordrecht Lions (de promovendus in de Eredivisie dit seizoen) om twee plaatsen in de tweede ronde. Het team met de meeste wedstrijdpunten ging daarbij door, bij een gelijke stand besliste het doelsaldo. (Bij een eventuele gelijk doelsaldo zou middels een "shoot-off" de winnaar worden beslist.)
| Datum | Thuisteam                   | Uitslag | Periodestanden | Uitteam                     |
| ----- | --------------------------- | ------- | -------------- | --------------------------- |
| 23/11 | Dordrecht Lions             | 10-4    | 3-1, 4-1, 3-2  | GIJS Bears Groningen        |
| 24/11 | GIJS Bears Groningen        | 1-10    | 0-1, 1-3, 0-6  | Dordrecht Lions             |
|       |                             |         |                |                             |
| 23/11 | Dolphin Eindhoven Kemphanen | 2-3 nv  | 0-2, 1-0, 1-0  | NIJA talententeam           |
| 24/11 | NIJA talententeam           | 5-4     | 2-2, 2-0, 1-2  | Dolphin Eindhoven Kemphanen |

### Tweede ronde
In deze ronde streden de twee winnaars van de eerste ronde en de overige zes teams van de eredivisie in een "best-of-three" om vier plaatsen in de halve finale.
| Datum | Thuisteam           | Uitslag | Periodestanden | Uitteam             |
| ----- | ------------------- | ------- | -------------- | ------------------- |
| 29/11 | Tilburg Trappers    | 8-2     | 3-1, 2-0, 3-1  | Eindhoven Kemphanen |
| 30/11 | Eindhoven Kemphanen | 0-6     | 0-2, 0-1, 0-3  | Tilburg Trappers    |
|       |                     |         |                |                     |
| 29/11 | Heerenveen Flyers   | 11-0    | 5-0, 4-0, 2-0  | NIJA talententeam   |
| 01/12 | NIJA talententeam   | 1-11    | 0-3, 0-2, 1-6  | Heerenveen Flyers   |
|       |                     |         |                |                     |
| 29/11 | HYS The Hague       | 5-2     | 3-0, 1-2, 1-0  | Eaters Geleen       |
| 01/12 | Eaters Geleen       | 3-5     | 0-2, 0-2, 3-1  | HYS The Hague       |
|       |                     |         |                |                     |
| 29/11 | Herenthals HYC      | 3-6     | 0-1, 3-4, 0-1  | Dordrecht Lions     |
| 01/12 | Dordrecht Lions     | 2-4     | 0-0, 2-2, 0-2  | Herenthals HYC      |
| 03/12 | Herenthals HYC      | 5-3     | 1-1, 1-1, 3-1  | Dordrecht Lions     |

### Halve finale
In deze ronde streden de vier winnaars van de kwartfinale in een "best-of-three" om twee plaatsen in de finale.
| Datum | Thuisteam         | Uitslag | Periodestanden | Uitteam           |
| ----- | ----------------- | ------- | -------------- | ----------------- |
| 06/12 | Herenthals HYC    | 3-5     | 1-1, 2-2, 0-2  | Heerenveen Flyers |
| 07/12 | Heerenveen Flyers | 4-1     | 2-1, 0-0, 2-0  | Herenthals HYC    |
|       |                   |         |                |                   |
| 06/12 | Tilburg Trappers  | 4-0     | 0-0, 1-0, 3-0  | HYS The Hague     |
| 07/12 | HYS The Hague     | 5-4     | 2-2, 2-1, 1-1  | Tilburg Trappers  |
| 10/12 | Tilburg Trappers  | 7-2     | 5-1, 0-0, 2-1  | HYS The Hague     |

### Finale
De finale werd op woensdag 15 januari 2014 in het IJssportcentrum in Eindhoven gespeeld.
| Datum | Thuisteam        | Uitslag | Periodestanden | Uitteam           |
| ----- | ---------------- | ------- | -------------- | ----------------- |
| 15/01 | Tilburg Trappers | 2-1     | 2-0, 0-0, 0-1  | Heerenveen Flyers |